# Philodromus dilutus
Philodromus dilutus là một loài nhện trong họ Philodromidae.
Loài này thuộc chi Philodromus. Philodromus dilutus được Tord Tamerlan Teodor Thorell miêu tả năm 1875.